# 이성우 (가수)
이성우(본명: 이재열, 1959년 10월 16일 ~ 2018년 12월 19일)은 대한민국의 가수이다.

## 학력
- 홍익대학교 건축학과 졸업
- 전북기계공업고등학교 졸업

## 데뷔
- 1997년 1집 앨범 "진또배기"

## 음반
- 1997년 1집 진또배기
- 2003년 2집 이성우
- 2005년 3집 당신이 좋아
- 2008년 진또배기
- 2013년 평창 아리랑
- 2015년 청춘아리랑